# Setchelliogaster aurantius
Setchelliogaster aurantius är en svampart som först beskrevs av Sanford Myron Zeller, och fick sitt nu gällande namn av Singer & A.H. Sm. 1959. Setchelliogaster aurantius ingår i släktet Setchelliogaster, ordningen Agaricales, klassen Agaricomycetes, divisionen basidiesvampar och riket svampar.   Inga underarter finns listade i Catalogue of Life.